# Mapania tamdaoensis
Mapania tamdaoensis är en halvgräsart som beskrevs av N.K.Khoi. Mapania tamdaoensis ingår i släktet Mapania och familjen halvgräs.
Artens utbredningsområde är Vietnam. Inga underarter finns listade i Catalogue of Life.